# Hevesy-kráter
A Hevesy-kráter egy holdi becsapódási kráter, mely Hevesy György kémiai Nobel-díjas magyar származású tudósról kapta a nevét.
A Hold északi pólusvidékén, a Földről nem látszó túlsó oldalon helyezkedik el. A közel 50 kilométeres kráter a holdrajzi északi szélesség 83,14 és a keleti hosszúság 150,1 fokánál található. Nem messze a 177 km átmérőjű Rozsdetvenszki- és a 109 km átmérőjű Plaskett-kráter közelében helyezkedik el.

## Lásd még
- 10444 de Hevesy